# Inō Tadataka

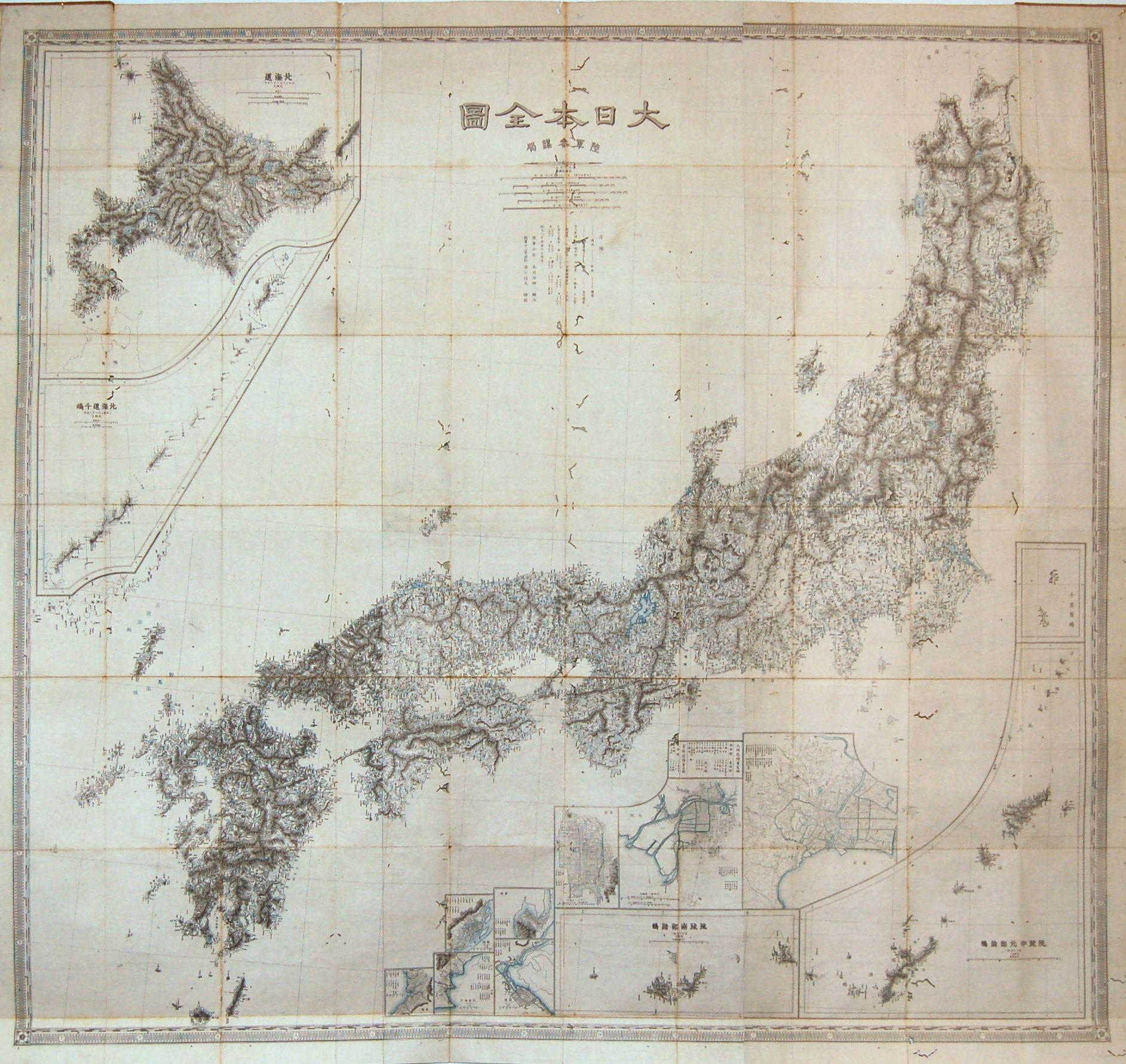
Karte Japans (Dai-Nihon enkai yochi zenzu) von Inō Tadataka

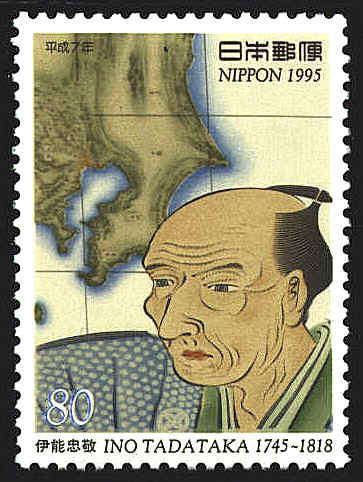
Briefmarke zum 250. Geburtstag

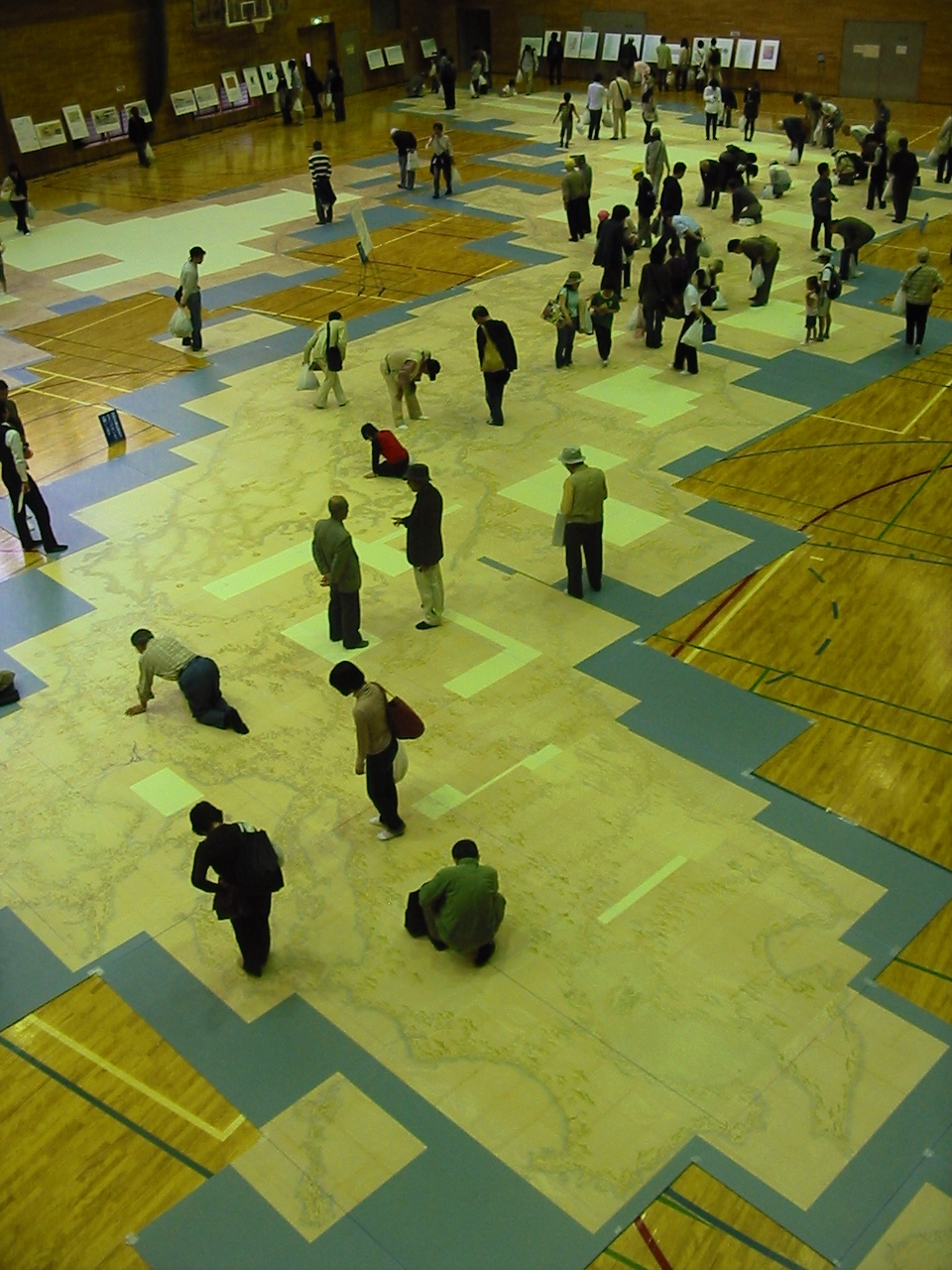
Kopien aller Karten von Inō Tadataka für eine Ausstellung (2010) zu einer Gesamtkarte kombiniert

Inō Tadataka (japanisch 伊能 忠敬, bzw. in respektvoller Lesung Inō Chūkei; * 11. Februar 1745 in Kozeki, Provinz Kazusa (heute Kozeki, Kujūkuri, Präfektur Chiba), Japan; † 17. Mai 1818 in Edo (heute Tokio)) war ein japanischer Landvermesser und Kartograph. Er erstellte die erste vollständig durch Messungen erfasste Karte Japans.

## Frühes Leben
Inō wurde als Kozeki Sanjirō (小関 三治郎) im Küstendorf Kozeki in der Provinz Kazusa (heute Stadtteil von Kujūkuri, Präfektur Chiba) als Sohn eines Fischereiunternehmers geboren. Im Alter von 17 Jahren wurde er durch Heirat von der Familie Inō in Sawara (heute Katori, Chiba) adoptiert und nannte sich fortan Tadataka. Als Kaufmann führte er erfolgreich das Geschäft der Familie im Handel mit Reis und der Herstellung von Sake. Im Alter von 49 Jahren zog er sich, inzwischen dreimal verwitwet, zurück und ging nach Edo, wo er als spätberufener Schüler des fast 20 Jahre jüngeren Astronomen Takahashi Yoshitoki westliche Astronomie, Geographie und Mathematik studierte.

## Mission
Im Jahr 1800 erhielt er vom Tokugawa-Shōgunat die Erlaubnis, auf eigene Kosten Vermessungen der Insel Hokkaidō durchzuführen. Im für damalige Verhältnisse bemerkenswert hohen Alter von 55 Jahren begann damit seine Mission, die ihn für die verbleibenden Jahre seines Lebens erfüllte. Mit modernen westlichen Berechnungsmethoden vermaß er schließlich die gesamte Küstenlinie und Teile des Landesinneren Japans. Entfernungen bestimmte er durch das Zählen von Schritten, deren Weite er in antrainierter Genauigkeit unabhängig vom Gelände konstant halten konnte. Seine Aufzeichnungen berichten von insgesamt 3.736 Arbeitstagen, an denen er – großteils zu Fuß – 34.913 Kilometer zurücklegte. Er erstellte ein umfassendes Werk detaillierter Karten im Maßstab 1:36.000 und 1:216.000, hauptsächlich der Inseln Kyūshū im Südwesten und Hokkaidō im Nordosten Japans.
Inōs Tod im Jahr 1818 wurde verschwiegen, damit seine Mitarbeiter sein Lebenswerk in seinem Namen vollenden konnten. 1821 erschien das Kartenwerk unter dem Titel Dai-Nihon Enkai Yochi Zenzu (大日本沿海輿地全図, dt. „Gesamtkarte der Küstengebiete Groß-Japans“). Es umfasst auf acht Blättern den gesamten Archipel im Maßstab 1:216.000, dazu kommen ausgesuchte Küstenstreifen auf 214 Blättern im Maßstab 1:36.000 sowie eine weitere Gesamtkarte auf drei Blättern im Maßstab 1:431.000. Die einzelnen Kartenblätter haben mit jeweils 1,6 m² die Größe einer Reisstrohmatte (Tatami).

## Bedeutung
Inōs Karten haben eine erstaunliche Genauigkeit von bis zu 1/1000 Grad. Sie wurden bis über die Meiji-Zeit hinaus genutzt und machten ihn zu einem der Architekten des modernen Japans. Seine Heimatstadt Sawara widmete ihm ein Museum, das 1996 zur Nationalen Historischen Stätte ernannt wurde. 1995 erschien anlässlich des 250. Geburtstags eine 80-Yen-Briefmarke mit seinem Porträt und dem Ausschnitt einer Karte der Bucht von Edo (heute Tokio).
Inō wurde auf eigenen Wunsch neben dem Grab seines Lehrers Takahashi Yoshitoki auf dem Friedhof des Genkuji-Tempels in Asakusa beigesetzt. Sein Grabstein trägt die Inschrift: Tōga Inō Sensei no Haka (東河伊能先生之墓, „Grab des Gelehrten Tōga Inō“). Neben seinen Karten veröffentlichte er wissenschaftliche Beiträge zur Vermessungstechnik und zur Mathematik.
Die Originalkarten wurden am 5. Mai 1873 bei einem Brand im Kaiserlichen Palast in Tokio zerstört, die wichtigsten Kopien gingen am 1. September 1923 beim Großen Kantō-Erdbeben verloren. Eine mit 206 von 214 Blättern nahezu komplette Sammlung von Kopien der großmaßstäblichen Karte wurde 2001 in der US-amerikanischen Library of Congress entdeckt. Damit sind heute insgesamt 208 Blätter erhalten.

## Literarische Rezeption
In der Graphic Novel Der Kartograph würdigt Jiro Taniguchi in 15 Kapiteln Ino Tadataka und seine Wanderungen durch das Edo in der zweiten Hälfte des 18. Jahrhunderts.